# Системи та засоби штучного інтелекту
Систе́ми та за́соби шту́чного інтеле́кту — галузь науки, яка займається теоретичними дослідженнями, розробленням і застосуванням алгоритмічних та програмно-апаратних систем і комплексів з елементами штучного інтелекту та моделюванням інтелектуальної діяльності людини.

## Напрямки досліджень
Напрямки досліджень:
- Розробка теоретичних засад створення та застосування систем штучного інтелекту різноманітного призначення;
- теоретичні засади та прикладні проблеми створення інтелектуалізованих робототехнічних систем;
- моделювання інтелектуальної діяльності людини та його застосування в системах штучного інтелекту;
- створення засобів і систем інтелектуалізації комп'ютерних інтерфейсів;
- розробка алгоритмів і програмно-апаратних засобів для систем комп'ютерного розпізнавання та відтворення (синтезу) мовних і зорових образів;
- дослідження процесів формування образів і моделювання принципів їх відтворення на підставі формальних логік;
- розробка інтелектуальних систем керування автономними роботами та роботехнічними комплексами;
- розробка сенсорних інтелектуальних систем розпізнавання;
- створення й застосування високоінтелектуальних мульти- та гіпермедійних технологій і засобів для систем штучного інтелекту;
- створення навчальних програм і віртуальних середовищ з елементами штучного інтелекту;
- створення математичних моделей на принципах нечіткої логіки для застосування в системах штучного інтелекту;
- розробка принципів, методів й архітектурних розв'язань побудови баз знань і технологія їх експертування (експертні та багатоагентні системи);
- комп'ютерна лінгвістика та лексикографічні системи;
- аналіз, синтез і моделювання нейронних мереж, розроблення методів їх проектування, оптимізації та навчання;
- розробка технологій застосування нейрокомп'ютерів, прикладні системи на основі нейронних мереж.